# Erwachsene Kinder von Alkoholikern und aus dysfunktionalen Familien
Erwachsene Kinder von Alkoholikern und aus dysfunktionalen Familien (englisch: Adult Children of Alcoholics and Dysfunctional Families, Kurzform: ACoA/ACA) ist eine internationale Selbsthilfeorganisation von Menschen, die von den Auswirkungen des Aufwachsens in einer alkoholkranken oder anderweitig dysfunktionalen Familie genesen möchten.

## Geschichte
ACA wurde 1978 in New York gegründet. Man begann mit einer Gruppe von Jugendlichen von alkoholkranken Eltern (Alateens), einer Zwölf-Schritte-Gruppe, die aus der Selbsthilfeorganisation von Angehörigen von Alkoholkranken Al-Anon hervorging. Die Alateens waren meist um die zwanzig Jahre alt. Einige Alateens und Tony A., ein genesender Alkoholiker und New Yorker Börsenmakler, gründeten ein Meeting mit der Zielsetzung, die Folgen des Aufwachsens in einer dysfunktionalen oder in einer alkoholkranken Familie zu behandeln. Zunächst entwickelte man die sogenannte Laundry-List und die Beschreibung des Problems. ACA löste sich von Al-Anon, deren Fokus auf der Machtlosigkeit gegenüber Alkoholismus und dem Alkoholiker liege, und es entstand die erste ACA-Gruppe "Generationen". Diese konzentrierte sich auf die Genesung von den Folgen des Aufwachsens in einer alkoholkranken oder anderweitig dysfunktionalen Familie. Tony A. gilt als der Begründer von ACoA/ACA. Er starb 2004 im Alter von 77 Jahren.
Das Buch It Will Never Happen to Me! von Claudia Black und ein Artikel in der Zeitschrift Newsweek über dieses machten 1979 das Thema des familiären Alkoholismus und Blacks Konzept zum Problem des Aufwachsens in einer suchtkranken Familie und zur familiären Dysfunktion in den USA landesweit bekannt. Das Buch Adult Children of Alcoholics (1983) der amerikanische Psychologin Janet G. Woititz trug zur weiteren Beachtung der Thematik bei. Woititz unterstützte die ACA in ihrer Arbeit. Laut ihren Studien entwickelten viele Kinder von Alkoholikern ähnliche Eigenschaften und Persönlichkeitsmerkmale wie ihre dysfunktionalen oder alkoholkranken Eltern, ebenso Kinder aus durch andere Süchte, chronische Krankheiten oder strenge religiöse Vorstellungen geprägten Familien.
Im Weiteren entwickelte sich ACA zu einer internationalen spirituellen Selbsthilfeorganisation mit weltweit tausenden von Treffen.

## Organisation
Die Bezeichnungen ACA und ACoA sowie Adult Children Anonymous (Anonyme Erwachsene Kinder) und Adult Children of Alcoholics and Dysfunctional Families (Erwachsene Kinder von Alkoholikern und aus dysfunktionalen Familien) wurden synonym verwendet und später zu ACA vereinfacht.
Die ACA-Organisation spricht Menschen, wie erwachsene Kinder von Alkoholikern, Co-Abhängige und Süchtige mit stofflicher und nichtstofflicher Sucht, aber auch erwachsene Kinder aus dysfunktionalen Familien gleichermaßen an. Ein Alkohol- oder Drogen- bzw. Substanzmissbrauch der Eltern sind jedoch keine Voraussetzungen für eine Mitgliedschaft bei ACA. Viele Mitglieder von ACA sind auch bei den Anonymen Alkoholikern oder bei Narcotics Anonymous aktiv.
ACA ist eine von anderen Gruppierungen unabhängige Selbsthilfegruppe und hat keine Verbindungen zu staatlichen, religiösen oder sonstigen regierungsnahen Organisationen, die einen ähnlichen Ansatz wie die Erwachsenen Kinder verfolgen. Selbsthilfegruppen deren Schwerpunkt auf dem Konzept der Zwölf Schritte basieren, arbeiten prinzipiell unabhängig von solchen Strukturen.

### Im deutschsprachigen Raum
Der deutschsprachige Ableger von ACA befand sich 2018 in der Gründungsphase eines eingetragenen Vereins unter dem Namen Erwachsene Kinder von Alkoholikern/Dysfunktionalen Familien e.V. Erwachsene Kinder von suchtkranken Eltern und Erziehern (EKS) und EKA sind eigene Selbsthilfegruppen mit einem ähnlichen Ansatz wie ACA.
Im deutschsprachigen Raum (Österreich, Schweiz und Deutschland) ist das gelbe ACA Schrittearbeitsbuch in Gebrauch, welches Betroffenen eine Basis, um am Thema zu arbeiten, bieten will. Eine Übersetzung des großen Roten Buches von ACA ist in Arbeit.

## Genesungsprogramm
Das Genesungsprogramm von ACA basiert auf dem Zwölf-Schritte-Programm der Anonymen Alkoholiker und wurde den Bedürfnissen der erwachsenen Kinder entsprechend angepasst. Daneben soll umfassende Aufklärung bei der emotionalen Heilung unterstützen. Das Begriffspaar Erwachsenes Kind wird verwendet, um Erwachsene zu beschreiben, die in alkoholkranken oder dysfunktionalen Familien aufgewachsen sind und dabei einen körperlichen, psychischen und mitunter auch sexuellen Missbrauch sowie die Folgen emotionaler Vernachlässigung durchlitten haben und entsprechende erkennbare Eigenschaften aufweisen, welche in der Kindheit entstanden.
Das Genesungsprogramm besteht neben den Treffen (Meetings) und dem Zwölf-Schritte-Programm aus Elementen der Trauma-Arbeit nach Peter A. Levine, Bessel van der Kolk, Stephen W. Porges, Gabor Maté oder Ronald Goldman (Zirkumzision) u. v. a. m., die eine Arbeit am Inneren Kind oder dem Wahren Selbst unterstützen können.
Es wird unter anderem angestrebt, eine „Höhere Macht“ zu entwickeln: „Unser eigentlicher Elternteil ist eine Höhere Macht, die einige von uns Gott nennen.“ Das Gelassenheitsgebet impliziert, dass ein Glaube an Gott bzw. an eine Höhere Macht Bestandteil des Programmes ist, und als der Genesung dienlich angesehen wird. Der amerikanische Kybernetiker Gregory Bateson schrieb 1971 einen Essay mit dem Titel "Die Kybernetik des Selbst: Eine Theorie des Alkoholismus" und versuchte damit dem Konzept der Höheren Macht in Zwölf Schritte Gruppen eine wissenschaftliche Basis zu geben'. Es gibt jedoch wie bei den Anonymen Alkoholikern und bei Narcotics Anonymous auch, Atheisten und Agnostiker in den Gruppen. Tony A. sagte: „Die Persönlichkeit des Erwachsenen Kindes ist eine Persönlichkeit, die an Gott zweifelt oder nicht an das Unsichtbare glauben kann, die aber Gott sucht, der unsichtbar ist.“ ACA bzw. die Erwachsenen Kinder wurden explizit von fernöstlichen Glaubenssystemen beeinflusst. In einer Sprecheraufnahme geht Tony A. auf die spirituellen Einflüsse ein, die ihn in den 70er Jahren prägten.